# وست هالتون
وست هالتون (به انگلیسی: West Halton) یک روستا و محله مدنی در بریتانیا است که در North Lincolnshire واقع شده‌است. وست هالتون ۳۴۰ نفر جمعیت دارد.